# لوتز باخمان
لوتز باخمان (Lutz Bachmann) (من مواليد 26 يناير 1973) هو مؤسس حركة بيغيدا، وهي منظمة سياسية ألمانية يمينية متطرفة معادية للمسلمين.

## التاريخ

### الحياة الشخصية
ولد باخمان في عام 1973 في درسدن، ألمانيا الشرقية، وهو من أسرة تعتبر من الطبقة العاملة. وتذكر مجلة تايم أنه ابن لجزار. كان مدربًا ورئيس طهاة ومصمم جرافيك، وقد لعب كرة القدم لعدد من الفرق في درسدن ودوسلدورف.
لدى باخمان سجل إجرامي يتضمن ستة عشر عملية سطو، وهو يتعاطى الكوكايين بالإضافة إلى اتهامات بالاعتداء. في عام 1998، بعد أن حكم على باخمان بالسجن لعدة سنوات، هرب إلى جنوب أفريقيا لكن تم ترحيله إلى ألمانيا فيما بعد. ووفقًا لما قاله باخمان، خلال فترة وجوده كهارب، افتتح ملهى ليلي في كيب تاون كان يرتاده السود.
باخمان هو صاحب شركة للعلاقات العامة والإعلان في دريسدن والتي قد أسسها في عام 1992، وكانت تقوم بالدعاية للنوادي الليلية.

### حركة بيغيدا
أسس باخمان حركة بيغيدا في أكتوبر 2014 للاحتجاج على خطط لإقامة 14 مركزًا للاجئين في درسدن، ألمانيا. وتمكن من حشد القوى المتباينة من اليمين الألماني ضد «المجتمعات الموازية» للمسلمين في أوروبا. وقد قام باخمان بنبذ العنف المتطرف من أي نوع ويصر على أن عدوه ليس الدين نفسه.
نتيجة تأسيسه وعمله في حركة بيغيدا، تعرض باخمان للتهديد بالقتل واضطر إلى إلغاء مسيرة في درسدن. وفي منتصف يناير 2015، تعرض للنقد بعد ظهور صورة تظهره بشارب وتسريحة شعر مشابهه لأدولف هتلر. وبحسب باخمان، كانت هذه صورة قديمة وهي عبارة عن مزحة. وبعد أن أثارت الصورة غضبًا دوليًا، استقال باخمان من منصبه كزعيم فعلي لحركة بيغيدا. ووفقًا لما قاله باخمان والمؤسس المشارك لشركة Pegida Kathrin Oertel، فإن هذه الاستقالة لا علاقة لها بالصورة. وبعد بضعة أسابيع، أعيد باخمان إلى منصبه كقائد للحركة بعد إجراء تصويت. وذكرت صحيفة Sächsische Zeitung في وقت لاحق أنه تم إضافة الشارب بعد التقاط الصورة، مع التأكيد على أنها كانت «مزورة».

### المقاضاة
في عام 2016، اتهم باخمان بالتحريض على الكراهية العنصرية. وظهرت هذه التهم بعد أن استخدم شخص ما صفحة على موقع فيسبوك تحمل اسم لوتز باخمان وصف فيها اللاجئين بـ «الماشية» و «الحثالة» و «القذارة» في منشور يعود إلى عام 2014. وفي اليوم الأول من محاكمة باخمان في 19 أبريل 2016. ذكرت المحامية المدافعة عن باخمان كاتيا ريتشيل أن هناك مئات من صفحات الفيسبوك التي تحمل اسم لوتز باخمان، وأنه لا يوجد سبب للاعتقاد بأن لوتز باخمان متهم وأنه الشخص الذي كتب هذه التعليقات. وفي 3 أيار / مايو 2016، أُدين باخمان بتهمة «التحريض على الكراهية العنصرية» وغرامة مالية قدرها 9600 يورو. وكان كل من الدفاع والادعاء يخططان لاستئناف الحكم. وفي أكتوبر 2016، انتقل لوتز باخمان للعيش في جزيرة تنريفي (إسبانيا) ثم أعلن أنه شخص غير مرغوب فيه من قبل سلطات تلك الجزيرة.

### حزب الحرية الديمقراطية الشعبية
في 13 يونيو 2016، قام باخمان بتأسيس الحزب الجديد حزب الشعب الليبرالي الديمقراطي FDDV.

## الروابط الخارجية
- لوتز باخمان على موقع IMDb (الإنجليزية)

- لوتز باخمان على قاعدة بيانات الأفلام على الإنترنت
- قابل الناشط الألماني الذي يقود الحركة المناهضة للأسلمة، مجلة تايم
- الرجل الذي يقف وراء احتجاجات الشارع الألماني المعادية للإسلام، وكالة فرانس برس